# Slag bij Milaan
In de Slag bij Milaan bevochten twee Romeinse legers elkaar. Het ene leger stond onder bevel van keizer Gallienus en later Claudius, het andere werd geleid door de rebellerende commandant Aureolus.

## Achtergrond
In 268 vocht Gallienus tegen de Goten en Herulen die het Romeinse Rijk tot in de Balkan waren binnengedrongen. In de Naissus versloeg hij de invallers in een grote veldslag. Kort daarop bereikte hem het bericht dat het leger in Noord-Italië in opstand was gekomen en de zijde van Postumus, zijn opponent in Gallië, had gekozen. Dit opstandige leger werd aangevoerd door Aureolus en bevond zich in de buurt van Milaan.

## De veldslag
Gallienus bereikte spoedig Milaan en versloeg Aureolus vlak buiten de stadsmuren. Deze trok zich met zijn leger terug in de stad en Gallienus bereidde zich voor op een beleg. Voor Gallienus zag het ernaar uit dat de overwinning nog maar een kwestie van tijd zou zijn, maar hij kreeg in zijn eigen kamp te maken met een opstand. Zijn generaals Claudius, Aurelianus, Heraclianus, Marcianus en, Cecropius spanden tegen hem samen. Gallienus werd in een val gelokt en door de samenzweerders vermoord. Zij kozen Claudius uit hun midden tot keizer. Onder diens aanvoering werd het beleg van Milaan voortgezet totdat de opstandelingen zich overgaven. Aureolus werd gedood en zijn soldaten kregen zware straffen opgelegd.